# Tetragnatha paradisea
Tetragnatha paradisea este o specie de păianjeni din genul Tetragnatha, familia Tetragnathidae, descrisă de Pocock, 1901. Conform Catalogue of Life specia Tetragnatha paradisea nu are subspecii cunoscute.